# Schwarzenfurth
Schwarzenfurth ist ein Gemeindeteil der Gemeinde Konradsreuth im Landkreis Hof (Oberfranken, Bayern). Schwarzenfurth liegt in der Gemarkung Konradsreuth.

## Geografie
Westlich des Weilers grenzen Waldgebiete an. Unmittelbar südlich entspringt ein namenloser linker Zufluss der Ölsnitz. Eine Anliegerstraße führt nach Konradsreuth zur Kreisstraße HO 7 (1,1 km östlich).

## Geschichte
Von 1797 bis 1810 unterstand Schwarzenfurth dem Justiz- und Kammeramt Hof. Infolge des Ersten Gemeindeedikts wurde Schwarzenfurth dem 1812 gebildeten Steuerdistrikt Konradsreuth und der zugleich entstandenen Ruralgemeinde Konradsreuth zugewiesen.

### Baudenkmäler
- Gedenkstein[7]

### Einwohnerentwicklung
| Jahr      | 1819  | 1861  | 1871   | 1885   | 1900   | 1925   | 1950   | 1961   | 1970   | 1987  |
| Einwohner | *     | 21    | 20     | 13     | 16     | 23     | 24     | 12     | 16     | 6     |
| Häuser    |       |       |        | 3      | 3      | 3      | 3      | 3      |        | 3     |
| Quelle    | [ 5 ] | [ 9 ] | [ 10 ] | [ 11 ] | [ 12 ] | [ 13 ] | [ 14 ] | [ 15 ] | [ 16 ] | [ 1 ] |

## Religion
Schwarzenfurth ist evangelisch-lutherisch geprägt und bis heute nach Konradsreuth gepfarrt.